# Ophisaurus attenuatus
Ophisaurus attenuatus är en ödleart som beskrevs av  Baird 1880. Ophisaurus attenuatus ingår i släktet Ophisaurus och familjen kopparödlor. IUCN kategoriserar arten globalt som livskraftig.

## Utseende
Denna kopparödla når en absolut längd av 56 till 107 cm och cirka 2/3 delar av längden utgörs av svansen. Ophisaurus attenuatus saknar liksom flera andra kopparödlor extremiteter. Den har en spetsig nos, rörliga ögonlock och styva fjäll på kroppen, vad som skiljer den från en orm. På den ljusbruna till blek gulaktiga grundfärgen förekommer en mörkbrun till svart längsgående linje på ryggens topp och en mörk strimma på varje kroppssida. På kinderna finns många mörka fläckar och undersidan är ljus gul- till vitaktig.
Svansen kan lätt brytas av vid olika ställen när en fiende får tag i den. Den nya svansen som bildas efteråt är brun och tydlig kortare än den ursprungliga svansen.

## Utbredning och habitat
Arten lever i centrala och sydöstra USA. Utbredningsområdets norra gräns sträcker sig ungefär från Wisconsin över Indiana till Virginia. I väst når arten Kansas och centrala Texas. De två underarterna skiljas av Mississippiflodens dalgång. Ophisaurus attenuatus hittas främst i öppna landskap som prärie och andra gräsmarker, på skogsgläntor, i områden med glest fördelade träd eller buskar, på övergivna åkrar eller nära vattendrag.

## Ekologi
Ophisaurus attenuatus är oftast aktiv under varma och soliga dagar. På natten samt mellan september och maj stannar den i ett underjordiskt gömställe. Födan utgörs av olika smådjur som gräshoppor, bin, spindeldjur samt grodor eller andra små ryggradsdjur. I sällsynta fall äter en hona sina egna ägg.
Parningen sker i maj och cirka en månad senare lägger honan 7 till 16 ägg. Äggen göms under en gräsklump, i bergssprickor eller i underjordiska bon som skapades av ett mindre däggdjur. Äggen kläcks efter 50 till 60 dagar. Uppskattningsvis blir ungarna efter två eller tre år könsmogna.

## Underarter
Arten delas in i följande underarter:
- O. a. attenuatus
- O. a. longicaudus